# Bengt Sevä
Bengt Johannes Sevä, född 23 juni 1945 i Muonionalusta församling, Norrbottens län, död 16 februari 2019 i Jukkasjärvi distrikt, Norrbottens län, var en same och samisk politiker.

## Biografi
Bengt Sevä föddes 1945 i Muonionalusta församling. Han blev 1993 ledamot av Sametinget för Vuovdega. Han var även partiledare för Vuovdega och var under en period vice ordförande i Sametingets styrelse. Sevä avled 2019 i Jukkasjärvi distrikt.